# Ernst Voigt (Pilot)
Ernst Voigt (* 23. Mai 1911 in Spandau; † 11. April 2000 in Berlin) war ein deutscher Unteroffizier, Pilot und Erprobungsflieger der Luftwaffe der Wehrmacht. Er gilt als der erste Pilot, dem der Start eines Düsenjägers von einer Eisfläche gelungen ist.

## Frühe Jahre
Ernst Voigt wurde in der damals noch eigenständigen Stadt Spandau bei Berlin geboren. Ebenfalls in Spandau besuchte er ab 1917 die Volksschule und ab 1922 die Oberrealschule. 1925 erwarb er dort die Primareife.
Von April 1926 bis März 1929 absolvierte Voigt in Berlin eine Ausbildung als Technischer Zeichner bei der Maschinenbaufirma Wilhelm Sasse. Zwischen Januar 1930 und August 1931 war er in seinem erlernten Beruf bei der Firma Orenstein & Koppel tätig. Schließlich wechselte er im September 1931 als Laborant in die Chesavon-Fabrik, einem damals bekannten Pharmaunternehmen.
Früh entwickelte Voigt seine Leidenschaft für die Fliegerei. 1924 trat er als 13-Jähriger dem Flugtechnischen Verein Spandau bei, der sich im selben Jahr gegründet hatte.
Als 18-Jähriger bestand er am 28. Mai 1929 vor dem Deutschen Luftfahrer-Verband die erste Flugprüfung und erwarb den Gleitfliegerausweis.

## Militärlaufbahn
1933 verpflichtete sich Voigt freiwillig bei der Reichswehr, die aufgrund der Einschränkungen des Friedensvertrags von Versailles über keine Luftstreitmacht verfügte.
Nachdem das fliegerische Talent Voigts bekannt geworden war, erfolgte die Versetzung an die Fliegerschule Berlin-Staaken, die zu jenen Einrichtungen gehörte, die unter strenger Geheimhaltung als Ausbildungsstätte für Militärpiloten genutzt wurde. Dort war Voigt von Januar bis November 1934 als Flugschüler eingesetzt.
Zwischen dem 15. November und dem 25. Dezember 1934 absolvierte er seine Lizenz als Flugzeugführer bei der Fliegerausbildungsstelle Stettin.
Am 1. März 1935, rund zwei Wochen vor der Gründung der Wehrmacht, wurde die Luftwaffe offiziell aufgestellt. Voigt gehörte für kurze Zeit zu deren Aufbaustab und absolvierte zeitgleich, zwischen Februar und Juni 1935, die militärische und fliegerische Ausbildung an der Fliegerausbildungsstelle Hamburg.
Am 18. Januar 1936 wechselte Voigt als Gruppenfluglehrer an die Flugzeugführerschule Schönwalde.
Von November 1937 bis Februar 1938 absolvierte er seine Grundausbildung an der Großen Kampffliegerschule Tutow und schließlich den Unteroffizierslehrgang an einer Fliegerwaffenschule.
Am 6. April 1939 wurde er zum Unteroffizier und am 1. Oktober 1939 zum Feldwebel befördert.
Am 1. November 1940 wurde Voigt als Erprobungsflieger bei der Erprobungsstelle Rechlin eingesetzt und absolvierte im Nachgang zahlreiche Sonderlehrgänge. Während dieser Zeit lernte er auch den Generalluftzeugmeister Ernst Udet kennen, der sich im November 1941 das Leben nahm.
Beim Sonderkommando Lechfeld spezialisierte er sich als Erprobungsflieger und Fluglehrer für mehr als 30 „Muster“, darunter den neuen Düsenjäger des Typs Messerschmitt Me 262.
1942 wurde Ernst Voigt formal eingezogen und zum Kampfeinsatz abkommandiert. Dieser Umstand konfrontierte den Flieger erstmals mit der soldatischen Realität und sorgte für ein Umdenken. Ab November 1942 war er bis April 1944 Gruppenfluglehrer und Luftfahrtsachverständiger an der Flugzeugführerschule in Schönwalde. Formal wechselte er im Anschluss in derselben Funktion an das Flugzeugführer-Übungsgeschwader Hildesheim.
1945 startete er in Parchim, von sowjetischen Soldaten umkreist, eine Messerschmitt Me 262 von einer zugefrorenen Eisfläche eines Sees. Er gilt damit als der erste Mensch, dem ein solcher Start mit einem Düsenjäger gelungen ist.
Am 18. April 1945 startete er um 19:07 Uhr, ebenfalls mit einer Me 262, von Parchim nach Berlin. Um 19:32 Uhr landete er auf dem unter sowjetischem Beschuss liegenden Flugplatz Berlin-Staaken und ließ sich schließlich von einer Panzerbesatzung nach Berlin-Spandau fahren.
Ernst Voigt entledigte sich im Anschluss seiner Uniform und wartete das Ende des Zweiten Weltkriegs ab.

## German Service Organisation
Nach dem Zweiten Weltkrieg übernahm Voigt zunächst die Drogerie seines 1945 verstorbenen Vaters in Alt-Pichelsdorf, die er jedoch aufgrund der Auswirkungen der Währungsreform, im September 1951 wieder aufgab.
Am 17. Dezember 1951 trat er der German Service Organisation Berlin (Watchmen’s Service) der Britischen Streitkräfte in West-Berlin bei.
Die seit einem Jahr bestehende Deutsche Dienstorganisation hatte ihre Standortkaserne, die Smuts Barracks, in Berlin-Wilhelmstadt und war vornehmlich mit Sicherungsaufgaben betraut. Voigt übernahm nach seiner militärisch-geprägten Grundausbildung die Stelle eines „Rifle Man“ in der neuen Einheit.
Nur wenige Jahre später stieg er unter dem Kommando von Johannes Gohl zum Gruppenleiter auf. 1968 wurde die Einheit in 248 German Security Unit|German Service Unit (Berlin) umbenannt und zugleich in eine Wachpolizei umgewandelt. In dieser nahm Voigt inzwischen als Unteroffizier die Stellung eines Wachleiters ein.
Mit Ablauf des Mai 1974 trat Voigt schließlich in den Ruhestand.
Voigt war Mitglied der Traditionsgemeinschaft Alte Adler und seit Oktober 1952 auch im Verband der Berufspiloten Deutschlands organisiert. Als Rentner widmete er sich somit wieder der Fliegerei. Zudem war er mit dem späteren Personenschützer und Unternehmer Horst Pomplun befreundet, den er während seiner Dienstzeit bei den Britischen Streitkräfte kennenlernte. Durch Voigt entwickelte auch Pomplun seine Leidenschaft zur Fliegerei.

## Privates
Ernst Voigt entstammte einem preußisch-geprägten Elternhaus. Bereits sein Vater war Soldat und diente während des Ersten Weltkrieges im Husaren-Regiment „von Zieten“ (Brandenburgisches) Nr. 3.
Voigt war über die Mutter seines Vaters mit dem Dichter Theodor Körner verwandt, zudem hatte er einen Bruder, der jedoch in sowjetischer Kriegsgefangenschaft starb. Er trat als Soldat der NSDAP bei, galt jedoch nicht als überzeugter Anhänger, was ihm letztlich eine Karriere als Offizier in der Luftwaffe verwehrte.
Voigt war seit 1938 bis zu deren Tod im Oktober 1999 mit seiner Frau Gerda verheiratet. Aus der Ehe ging der Sohn Wolf-Dieter (* 1940) hervor. Bis in seine letzten Lebensjahre blieb er ein leidenschaftlicher Flieger.
Ernst Voigt starb am 11. April 2000 im Alter von 88 Jahren und ruht auf dem Friedhof In den Kisseln in Berlin-Spandau.

## Auszeichnungen
- Kriegsverdienstkreuz II. Klasse (1940)
- Kriegsverdienstkreuz I. Klasse mit Schwerter (1942)
- Meritorious Service Certificate Award (1965)